# JTBC
JTBC (kor. 제이티비씨) – południowokoreańska stacja telewizyjna pay-per-view, dostępna jako telewizja kablowa, satelitarna oraz IPTV. Została założona 21 marca 2011 roku i rozpoczęła nadawanie 1 grudnia 2011 roku. Została założona i zainwestowana przez JoongAng Ilbo, a jej głównym udziałowcem jest JoongAng Group.
JTBC jest jedną z czterech nowych południowokoreańskich ogólnokrajowych stacji telewizji kablowych powstałych w 2011 roku: Channel A (Dong-a Ilbo), TV Chosun (Chosun Ilbo) oraz MBN (Maeil Kyungje). Cztery nowe kanały uzupełniają istniejące konwencjonalne stacje telewizyjne free-to-air jak KBS, MBC, SBS, a także inne mniejsze kanały uruchomione po deregulacji w 1990 roku.

## Historia
JoongAng Ilbo, która kiedyś była częścią Grupy Samsung, była już właścicielem stacji telewizyjnej. W 1964 roku założyła prywatną Tongyang Broadcasting Company (TBC), którą prowadziła przez 16 lat. W 1980 roku TBC została jednak przymusowo połączona z państwową stacją KBS przez reżim wojskowy Chun Doo-hwana.
Chronologia:
- 26 czerwca 1965: Tongyang Broadcasting Company została uruchomiona.
- 7 grudnia 1965: TBC TV rozpoczęła nadawanie na kanale numer 7.
- 30 listopada 1980: TBC TV została włączona do KBS przez specjalne prawo ustanowione przez Chun Doo-hwana, w wyniku czego powstało KBS 2TV.
- 22 lipca 2009: Poprawka ustawy medialnej m.in. zniosła zakaz na wejście w branżę nadawczą konglomeratom, gazetom i zagranicznym firmom[8].
- 31 grudnia 2010: JTBC, TV Chosun, MBN, Channel A zostają wybrane jako General Cable Television Channel Broadcasters[3].
- 21 marca 2011: JoongAng Ilbo założyła JTBC[9].
- 1 grudnia 2011: JTBC (kanał nr 15) rozpoczął nadawanie[9].
- 2013: JTBC buduje nowy budynek w Digital Media City w Sangam-dong, Seul.
- Maj 2013: Były prezenter wiadomości MBC, Sohn Suk-hee, został wyznaczony jako nowy prezes działu wiadomości JTBC[10].
- 1 marca 2016: Uruchomiono kanał JTBC2, który jest ponownie uruchomionym kanałem QTV[11].
- Listopad 2018: Sohn Suk-hee został awansowany na stanowisko prezesa i dyrektora generalnego JTBC[12].
- Czerwiec 2019: JTBC nabył koreańskie prawa do emisji igrzysk olimpijskich od 2026 do 2032 roku[13].

## Programy
Programy rozrywkowe
- Crime Scene
- Code – Secret Room
- Music on Top